# Evert Taube
För andra betydelser, se Evert Taube (olika betydelser).
Axel Evert Taube, född 12 mars 1890 i Göteborgs Karl Johans församling, Göteborg, död 31 januari 1976 i Maria Magdalena församling, Stockholm, var en svensk författare, kompositör, trubadur och konstnär.
Taube beskrivs ofta som en av Sveriges nationalskalder. Han är mest känd som vispoet och -kompositör, men hans rika produktion omfattar även prosa i form av reseskildringar och romaner, samt teckningar, akvarell- och oljemålningar. Han var grammofonartist med närmare 200 inspelningar, turnerade, medverkade i filmer, radio och TV och deltog aktivt i samhällsdebatten, bland annat i frågor som gällde miljön.
Hans konstnärliga teman och miljöer var främst sjömanslivet, Sydamerika, Medelhavet, Stockholm samt Bohusläns och Stockholms skärgårdar. Många av hans visor räknas som klassiker inom den svenska vistraditionen, och har även sjungits in av andra artister. Bland hans mest kända verk finns till exempel Calle Schewens vals, Sjösala vals, Så länge skutan kan gå och Änglamark.
Han var en länk mellan äldre vistraditioner, representerad av till exempel medeltida trubadurer, Carl Mikael Bellman och svenska lutsångare vid sekelskiftet 1800/1900, och den "visvåg" som växte fram Sverige under 1960-talet.
Evert Taube tillhörde en obetitlad gren av den adliga ätten Taube.

## Personen Evert Taube

### Uppväxten på Vinga
Evert Taube föddes i sin farfars hus, det så kallade Keillerska huset (rivet 1969), på Stora Badhusgatan 7/Bryggaregatan i Göteborg som det fjärde av 13 barn till Carl Gunnar Taube (1853–1945) och Julia Sofia Jakobsson (1862–1947).
Familjen var bosatt på ön Vinga utanför Göteborgs hamninlopp, där fadern, som varit sjökapten, var fyrmästare mellan 1889 och 1905. Flera av Evert Taubes syskon, Carl-Otto Taube, Märta Taube-Ivarsson, Karin Parrow och Gösta Taube, var också aktiva i olika konstnärliga sammanhang.

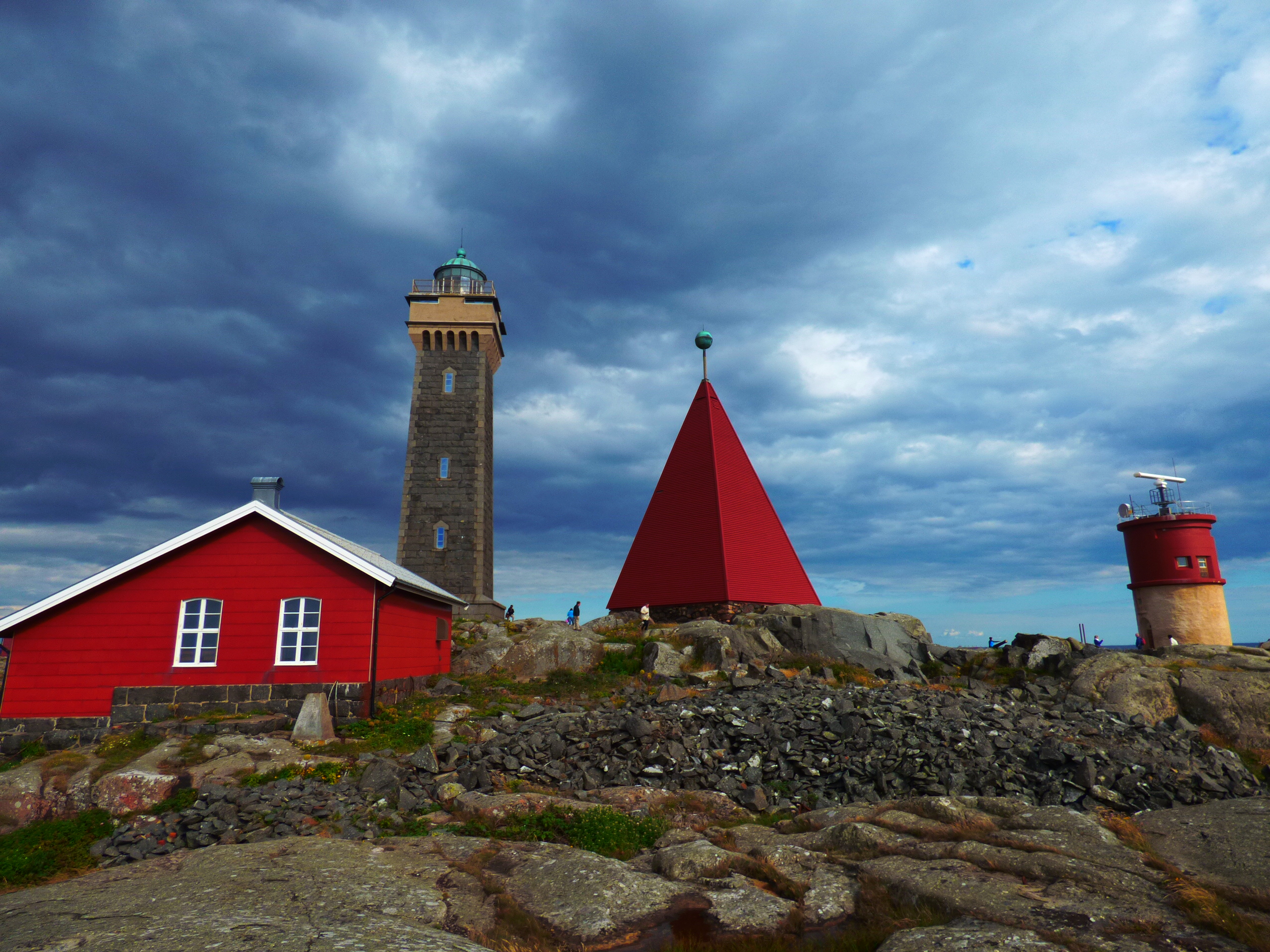
Vinga fyrplats med bostadshus för fyrmästaren och dennes familj. Detta var Evert Taubes barndomsmiljö.

 Enligt Taube förekom det mycket musik i hemmet, där det bland annat spelades och sjöngs Gluntarne och Bellmans visor.
Taube har beskrivit sin barndom som mycket lycklig, präglad av fiske, sjöfart och historier om främmande länder och livet till sjöss. På Vinga fanns även fyra andra familjer. Ön hade egen skola, där han gick till sitt trettonde år. Han undervisades även i hemmet av fadern, som hade ett stort intresse för både litteratur och språk.
Att uppväxten på Vinga präglat Taube starkt märks bland annat i ett brev han skriver till vännen Gunnar Bohman i Stockholm, då han strax före jul 1917 besöker Vinga och har sitt logi i den gamla lotsbarnskolan. Han är 28 år gammal, har rest runt i världen och har många gånger levt under dramatiska och knappa förhållanden. Ändå avslutar han brevet med:
"Jag gick till fyren. Vägen var hvit af rimfrost. Men jag skulle ändå inte gått fel – utan rimfrosten. Hvad allting är obetydligt mot detta. Att gå den gamla vägen öfver bergen till fyren, under strålarna från linsapparaten skrider denna dag runt, runt i samma tempo som då jag föddes en natt för 28 år sen. Det är stjärnklart och hafvet glimmar hvart jag ser. I sydväst blinkar röda och gröna lanternor. Där är sillfiskare. Sillen går i år sydvart. Norrut syns inga lanternor men Pater Noster blänker med jämna mellanrum och Inholmarna lyser hvita. Jag undra huru länge jag varit borta från allt detta men minns blott att jag varit på bal hos madame Tramcourt. "Signe och jag kom försent" säger jag. Jag skrattar åt min barnslighet och hör hur sprött mitt skratt låter härute. Efteråt är det som om jag nyss skulle sagt något för 20 år sedan."
Läsåret 1904–1905 bodde Evert Taube hos sin farbror Axel Taube i Malmö, där han gick i Borgarskolan på Gamla Väster. Under malmövistelsen fick han teckningslektioner av sin kusin Mathias Taube, som var etablerad konstnär och utbildad på Akademien i Köpenhamn. 

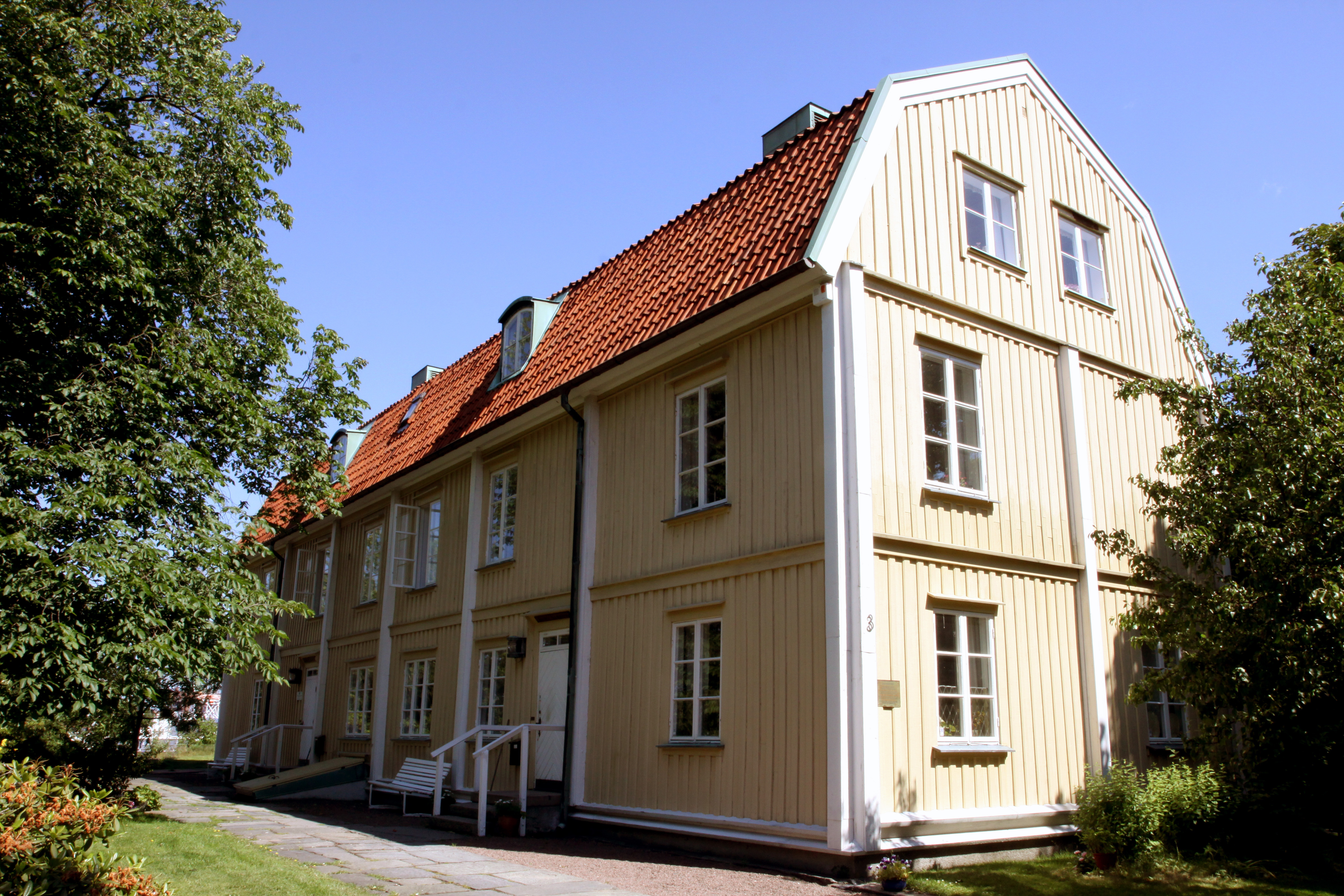
Taubehuset på Majnabbeberget.

Evert Taubes far befordrades till överlots och personalchef vid Kungliga Lotskontoret 1905 och i april 1906 flyttade familjen till disponentbostaden vid Kustens varv i Majorna i Göteborg, det senare Taubehuset. Planerna var att Evert Taube skulle börja i läroverk, men klarade inte provet i matematik. Därför gick han istället i lära hos teatermålaren Jens Christian Andrésen på Stora Teatern i Göteborg. Han tog även kvällslektioner på Konsthögskolan Valand i Göteborg.

### Första tiden i Stockholm

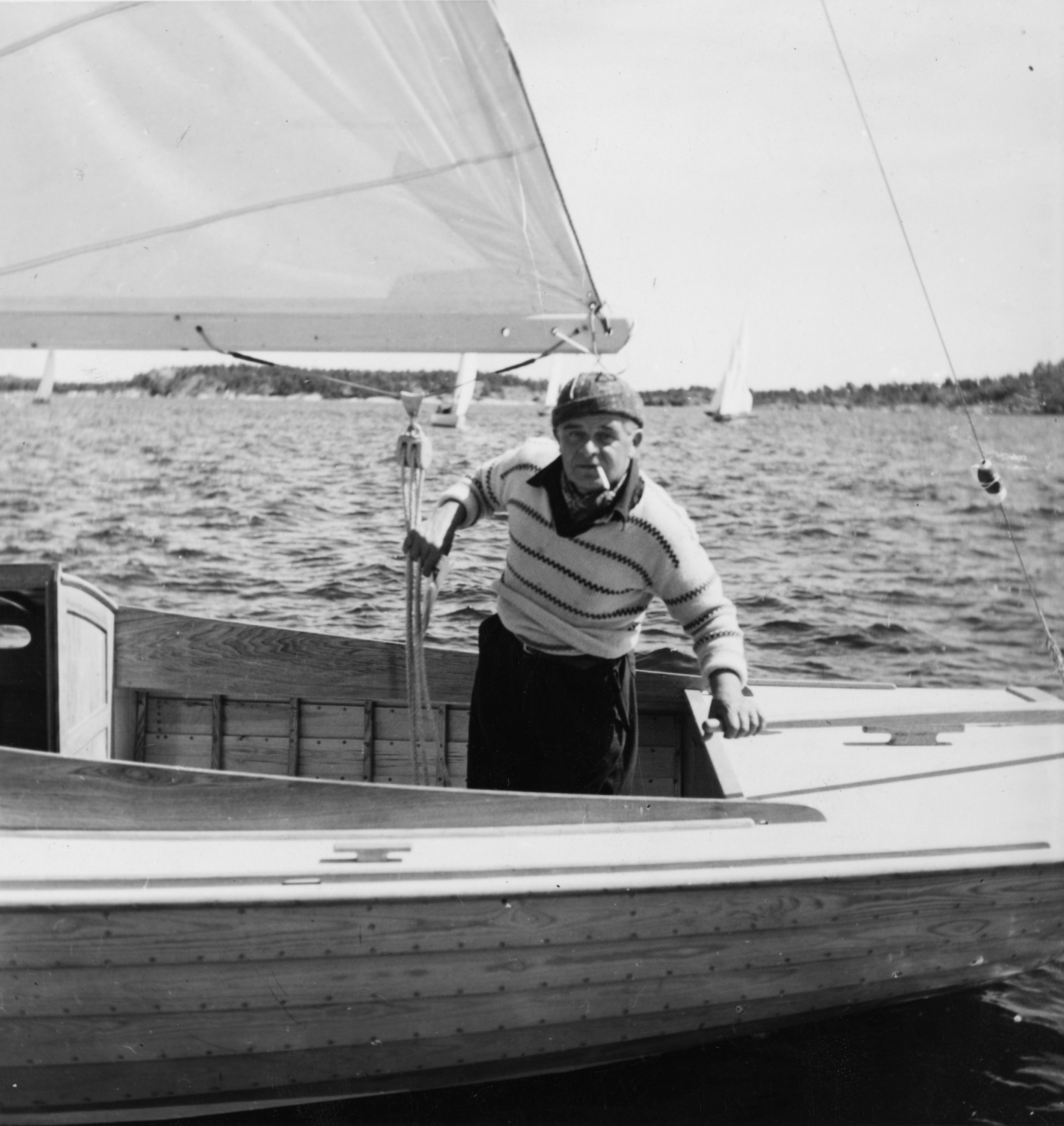
Taube under Sandhamnsregattan 1942 i sin folkbåt F-S74 Carmencita av Sjösala.

År 1907 rymde Evert Taube till Stockholm för att bli konstnär. Planen var att komma in på Konstakademien för att studera måleri. Han har själv berättat att han tillbringade första natten på en bänk på Klara kyrkogård, precis bredvid Carl Michael Bellmans grav. Några steg från kyrkogården låg Hotell Bellman, där han tog in och telegraferade hem.
Han tog hjälp av kusinen Mathias Taube, som lät honom bo i sin ateljé och gav honom stöd i att utvecklas som konstnär. Han fick även hjälp med kontakter och besökte Prins Eugen på Waldemarsudde. Prinsen, som själv var konstnär, uppmuntrade Taube att söka till Konstakademien och gav honom ett litet ekonomiskt bidrag. Han besökte även Konstakademiens chef Gustaf Cederström som gav positivt besked om att Taube skulle kunna få studera där.
Livet i Stockholm kom att präglas av en bohemisk tillvaro i Klarakvarteren. Han försökte sälja teckningar till tidningarna och den 4 augusti 1907 publicerades hans första teckning i Dagens Nyheter. Den föreställde Strömparterren.
För att kunna att stanna i Stockholm och utbilda sig till konstnär krävdes dock att fadern gav sitt tillstånd. Det fick han inte. Evert Taube ställdes då inför valet att antingen resa tillbaka till Göteborg och börja gymnasiet, eller att likt många andra i släkten gå till sjöss.

### Sjömannen
Han lämnade därför Stockholm, återvände till Göteborg och inledde sitt yrkesliv som sjöman. Det varade sammanlagt i knappt ett och ett halvt år. Under tiden till sjöss samlade han många erfarenheter och ett persongalleri som han senare skulle komma att använda som stoff i sina visor och annan diktning. 
Hans första båten var S/S Australic, hemmahörande i Göteborg. Fartyget, där han arbetade i drygt ett halvår, gick till Australien via Sydafrika och Ceylon.. Han gjorde ytterligare några resor med andra fartyg innan han återvände till Sverige. 
År 1909 var han tillbaka i Stockholm, där han umgicks med konstnärer, författare och journalister. Under ett besök i London 1910, där han skulle studera konst, tog han hyra på den engelska hjulångaren Princess of Wales som sålts av Great Eastern Railway till Mihanovich y Compañia i Buenos Aires, och som förde honom till Argentina. Där kom han att stanna i nästan fem år.
Han gjorde sin sista resa som sjöman 1915 då han under cirka två månader arbetade sig hem från Argentina till Sverige, som eldare på S/S Skogaland. Han behöll kontakten med sjöfarten under resten av sitt liv och gjorde flera av sina resor på handelsfartyg. Sjöfarten var även ett viktigt ämne i hans prosa och visproduktion.

### Tiden i Argentina
Taube anlände till Buenos Aires i juni 1910 och kom sedan att tillbringa fem år i Argentina; sammanlagt ungefär tre år på Pampas, ett år i Cordoba och lika lång tid i Buenos Aires. Han plan var att etablera sig som konstnär och han får en del uppdrag som illustratör i tidskriften Revista Atalanta
Under tiden i Argentina Lärde han sig att rida, och arbetade en tid som gaucho (spanska för "cowboy"). Förutom engelska, som han kunde sedan tidigare, lärde han sig spanska och italienska, och att spela gitarr. 
Från september 1910 till februari 1914 arbetade han med olika administrativa uppgifter, ofta som förman, vid olika kanalbyggen söder om Buenos Aires. Chefen för projekten av en svensk ingenjör, Carl Nyström. Under tiden vid kanalprojekten fick Taube, enligt den egna skildringen, ett argentinsk hedersmedborgarskap av den argentinske presidenten Roque Sáenz Peña. Under en period 1913 arbetar även hans bror Knut vid samma kanalprojekt.
I mars 1914 tog han sig, delvis till fots, till Cordoba, där han bland annat arbetade som spårvagnskonduktör, ritare och förman vid ett järnvägsbygge.
Ungdomsåren i Argentina återkommer ofta som minnen och inspiration i hans produktion, bland annat i Don Diego Karlsson de la Rosas roman. Flera av hans böcker har latinamerikanskt tema och är delvis självbiografisk. Även visor som Fritiof och Carmencita, Oxdragarsång och Balladen om Ernst Georg Johansson från Uddevalla har tydliga referenser till Argentinatiden.
Taube återvände till Sverige år 1915 som en följd av första världskrigets utbrott. När han var tillbaka i Stockholm gjorde han sin värnplikt i Flottan åren 1916–17. Han besökte senare Argentina vid flera tillfällen, bland annat 1945 och på 1960-talet.

### Karriär
Efter återkomsten till Stockholm efter Argentinatiden etablerade han sig inom flera olika kultursfärer. Han blev god vän med författaren Albert Engström som år 1916 publicerade flera av Taubes berättelser från sjömansåren och Argentina i skämttidningen Strix. Men det var främst visorna och artisteriet som gjorde honom välkänd. Han debuterade som scenartist år 1918, och gav samma år ut sin första prosasamling. De första vissamlingarna kom 1919 och han gjorde sina första grammofoninspelningar 1921.
Karriären fortsatte att vara en blandning av prosa och poesi, visor och artisteri, teckningar och målningar, samhällsengagemang och opinionsbildning. Hans olika verksamheter gick ofta i varandra. Han illustrerade sina egna böcker, och använde ofta samma motiv, berättelser och persongalleri i både visor och prosa. Hans artisteri byggde främst på hans egna sånger med grammofoninspelningar, konserturnéer och radio- och TV-framträdanden.
Taube var en flitig resenär, både i Sverige och till andra länder. Han återvände till Latinamerika vid flera tillfällen och bodde mellan 1950 och 1970 långa perioder i Sydfrankrike. Dessa resor, tillsammans med de återkommande besöken i Bohuslän och den fasta sommarbostaden Sjösala på Värmdö, gav inspiration till hans produktion. Journalisten Mikael Timm skriver i sin Taubebiografi: " Hans verk visar mot hans liv, hans liv är en del av hans verk".

### Äktenskap och familj

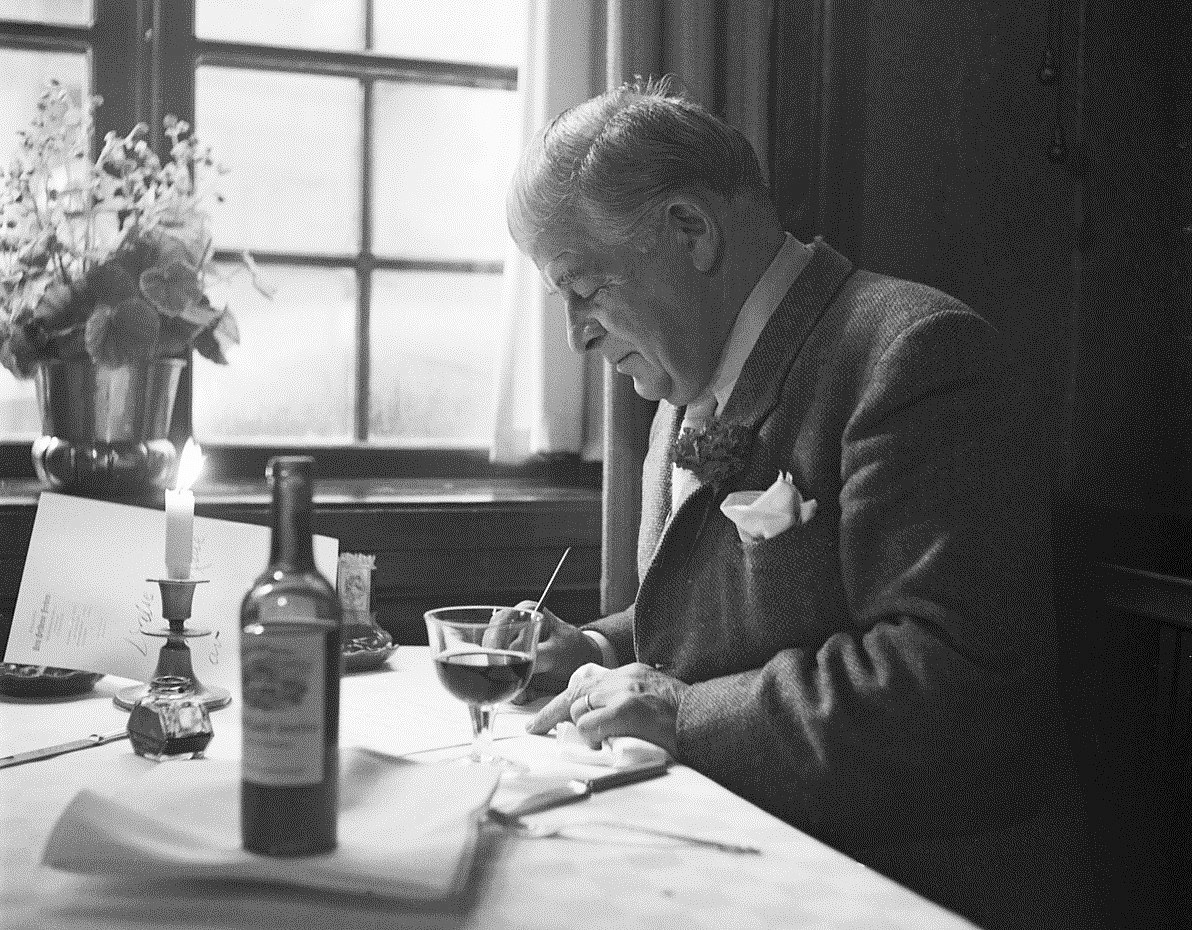
Taube med ett glas rödvin vid sitt stambord i skänkrummet på Den Gyldene Freden. Foto från 1951 av K.W. Gullers.

Tidigt var Evert Taube under två år förlovad med Albert Engströms dotter. Förlovningen bröts 1918. 
På våren 1920 träffade Evert Taube konstnärinnan Astri Bergman och hennes akademikamrat Lilly Åkerholm på Café à la Rotonde i Paris. De gjorde honom sällskap till San Remo i Italien. Evert Taube och Astri Bergman förlovade sig efter ett par månader på trappan till domkyrkan i Florens. Hennes far, konstgjutaren Herman Bergman, kallade då hem sin dotter och förlovningen slogs upp. År 1924 gav Herman Bergman sitt samtycke till att förlovningen återupptogs. De förlovade sig på nytt i oktober och gifte sig den 14 januari 1925 i Jakobs kyrka i Stockholm. Bröllopsfesten hölls på den Gyldene Freden.
Bröllopsresan gick med s/s Najaden från Göteborg. Målet var Italien, där de den mesta tiden vistades i San Remo i Ligurien och i Rom. Evert och Astri Taube hade sin första gemensamma konstutställning i november 1925 i Göteborg, då Astri ställde ut ett antal skulpturer i marmor, brons och sten.
Paret fick fyra barn tillsammans: arkitekt Per-Evert Taube (1926–2009), Rosemarie (född och död 1928 av lunginflammation i februari efter drygt två veckor på sjukhuset), Ellinor (1930–1998) och Sven-Bertil (1934–2022). 
Taube var även far till Kirsten Kruse (1920–1983) i ett förhållande med danskan Ingeborg Østergaard, född Andersen (1886–1969), som Taube mött på sommaren 1919 i Skagen.

### Den sista tiden

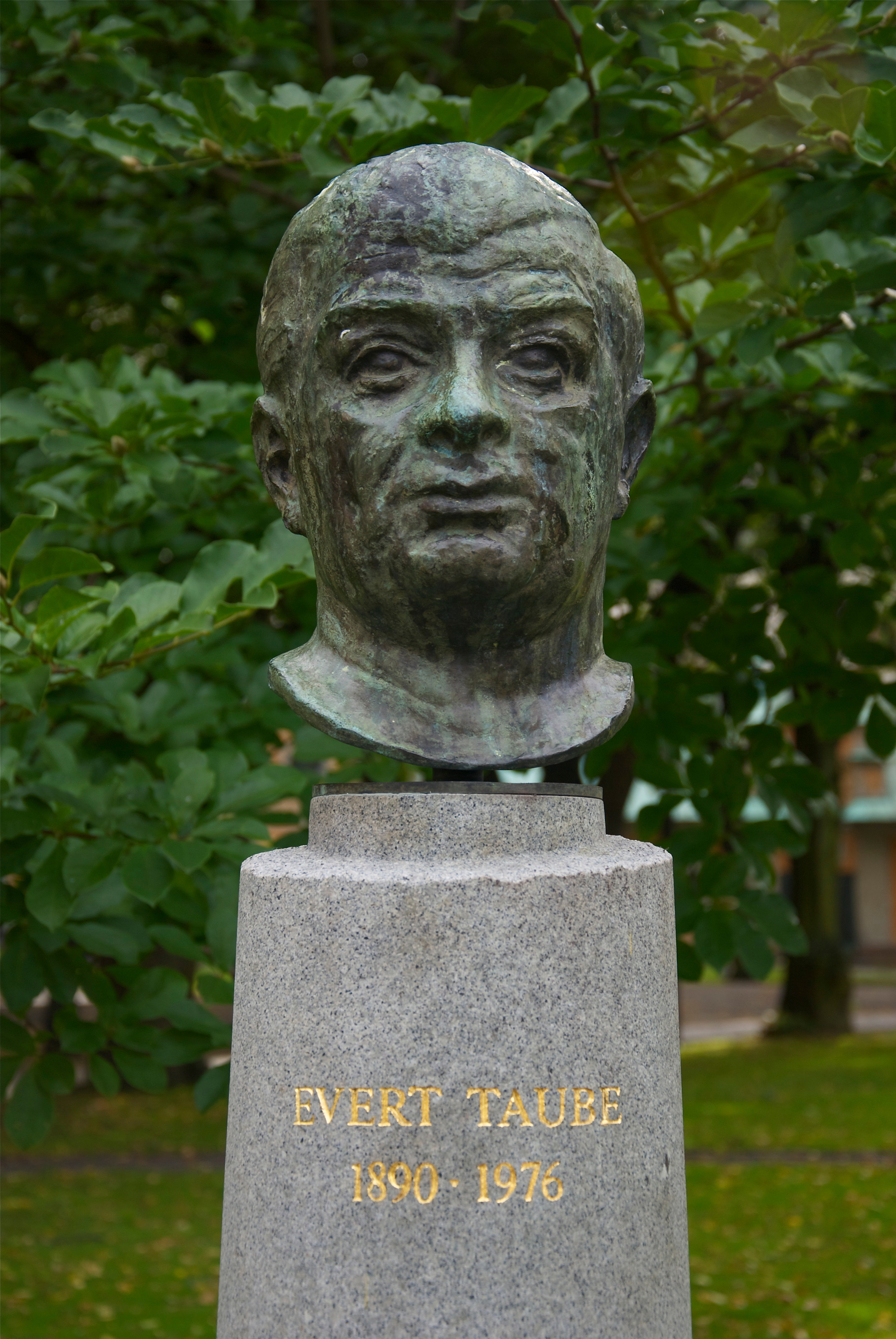
Astri och Evert Taubes gravvård på Maria Magdalena kyrkogård i Stockholm. Konstverket är utfört av Astri Taube.

I juni 1974 bröt Evert Taube höftbenet. Krafterna avtog men han fortsatte sitt skapande. Han arbetade med en pjäs om Shakespeare och ordnade sommaren 1975 en improviserad konsert för medpatienterna på Saltsjöbadens sjukhus där han bodde. Han gjorde samma år även ett kort framträdande vid en av Sven-Bertil Taubes konserter på Gröna Lund.
Evert Taube dog i Saltsjöbaden den 31 januari 1976. Begravningen ägde rum den 16 februari i Maria Magdalena kyrka på Södermalm, med 700 gäster och stora skaror intresserad allmänhet. Begravningen sändes även i TV2. Taubes grav ligger mitt emot Lasse Lucidors minnessten på kyrkogården. Astri Taube begravdes senare tillsammans med honom. År 1960 hade hon, på sin makes uttryckliga önskan, skulpterat en byst av honom. Den göts i brons och placerades på en pelare, som är en unik gravsten för dem båda.

## Visdiktaren och artisten

### Visorna

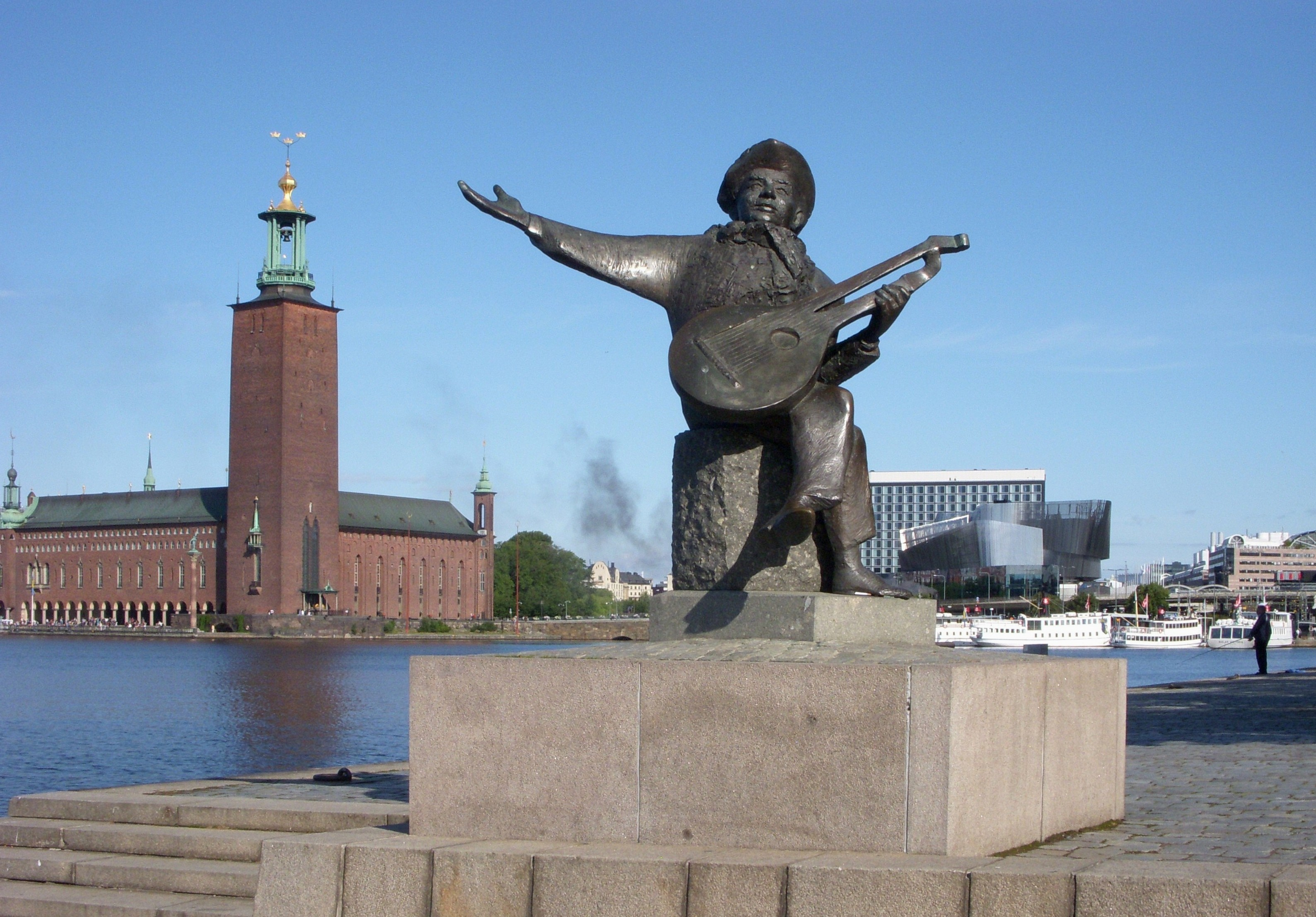
Skulptur av Willy Gordon på Evert Taubes terrass på Riddarholmen med Stockholms stadshus i bakgrunden.

Evert Taube hade ingen formell musikutbildning och men lärde sig med tiden att läsa, och "till husbehov" skriva, noter. Han hade grundkunskaper i piano, men hans huvudinstrument var den svenska lutan och gitarr, som han använde när han komponerade sina visor. För notutskrifter och arrangemang tog han hjälp av musiker som Lille Bror Söderlundh, Gunnar Hahn och Ulf Björlin.
Det finns ett samspel mellan musik och text, och Taube lånade och inspirerades ofta av melodier och rytmer som han hört på sina resor. Hans olika teman i visorna har han hämtat från olika miljöer och upplevelser. 
Han skildrade sjömanslivet, Argentina och Karibien, Stockholm, Medelhavskusten med dess trubadurtradition, samt inte minst den svenska sommaren, beskriven i olika skärgårdsmiljöer. I den kategorin är Calle Schewens vals (1931) och Sjösala vals (1941) framträdande exempel.
Taubes visor har till viss del ett återkommande persongalleri. En av vanligaste figurerna är sjömannen och äventyraren Fritiof Andersson, som figurerar främst i den tidigare produktionen. Han har många likheter med Evert Taube själv och beskrivs i Rosa på bal som "sjöman och cowboy, musiker, artist". En annan återkommande figur är Sjösalabon och familjefadern Rönnerdahl. Båda får ses som Taubes alter egon.

### Artistdebuten
Den 1 februari 1918 debuterade han på Smögens godtemplareloge med egna och andras visor. Taube berättar i boken Berättelser under ett fikonträd om sin tveksamhet till att börja som trubadur:
"Jag minns att jag som tribunartist tog farväl av någonting inom mig själv. Jag hade aldrig velat sälja min naturliga glädje och som betald vissångare kände jag mig prostituerad."
I januari 1919 gjorde han succé på Cabaret Läderlappen som spelades på Hotell Gillet i Stockholm, där han enligt egen uppgift lånade lutan från trubaduren Gunnar Bohman och sjöng visan "Karl-Alfred och Ellinor"

### Skivinspelningar
Evert Taube var en flitig grammofonartist. Han gjorde sin första grammofoninspelning den 26 januari 1921. Därefter följde sedan en mängd inspelningar under närmare 50 år, fram till februari 1970 då han som en recitation spelade in Diktaren och tiden, som är en tolkning av fyra sonetter av Shakespeare. 
De första visorna spelades in i en enkel inspelningsstudio i Hotell Continental i Stockholm. De var "Karl-Alfred och Ellinor", "Fritiof Andersson" och "Flickan med paraplyet". Skivbolaget var Concert Record Grammophone och på skivetiketten stod "Sång till luta av cabaretsångare Evert Taube". Taube gjorde elva inspelningar för His Master's Voice redan samma år och gaget uppgick till 750 kronor om året. Taube skriver i december 1921 till sin mor om sina intäkter:
"Grammofonbolaget His Masters Voice betalar mig nu årligen 750 kronor för rätten till mina visor, som korrespondent för Stockholms-Tidningen har jag en grundlön av 100 kronor i veckan och när jag uppträder har jag aldrig mer än hundra."
År 2006 gav skivbolaget EMI ut en samlingsbox med alla hans grammofoninspelningar. De samlades på tolv CD-skivor, med närmare 200 skiv- och radioinspelningar.

### Radio och TV
Evert Taube var en ofta återkommande gäst i ljudradion och televisionen. 
Redan tre dagar efter starten av Radiotjänst medverkade han den 3 januari 1925 i ett underhållningsprogram i radio. I slutet av 1950-talet producerade Bertil Perrolf en lång radioserie med mer än 40 program, där Taube inte bara framträdde som visartist utan även som folkbildare. De fyra programmen i den första serien, Evert Taube i Trubadurien, följdes av programserier med olika teman, till exempel Evert Taube på Pampas, Strömkarlen spelar och Om sommaren sköna. Kapellmästaren Gunnar Hahn, som även samarbetade med Taube i många andra sammanhang, stod för arrangemang och ledde orkestern.
Han medverkade i ett mycket tidigt svensk TV-program, producerat 1954. Det gjordes av Sandrews som bedrev försök med TV innan de reguljära sändningarna kommit igång. Inslaget med Taube  hette Solig sommar – Evert Taube bläddrar i sitt minnesalbum. Detta följdes av flera TV-serier, där Taube reste i sina egna spår och berättade om sitt liv. I mitten av 1960-talet producerade Edward Matz en ambitiös TV-serie, Evert Taube diktar och berättar, som skildrade hans olika miljöer i Frankrike, Italien och Sydamerika. Det var den mest påkostade serie som då hade producerats av den svenska televisionen.

### Turnéer
Evert Taube var ofta på turné. Det var ett sätt att lansera nya visor, och befästa den popularitet som han hade byggt upp. Ett par exempel är en större turné i södra Sverige hösten 1938, med 23 uppträdanden, och besöken i ett 20-tal orter sommaren 1946, då han spelade i bland annat folkparker.

### Sommarkonserter på Gröna Lund
Evert Taube sitt första framträdande på nöjesfältet Gröna Lund i Stockholm den 12 juli 1945. Han återkom därefter med enstaka konserter vid några tillfällen under 1940- och 1950-talen.
Den 10 juli 1961 inleddes en lång tradition med framträdanden på den stora scenen. De pågick till 1973, och har beskrivits som "något av en institution i den svenska visans historia". Taube genomförde under dessa år sammanlagt 159 föreställningar på 152 dagar, med olika orkestrar och upplägg.
Det första året kallades Taube in med kort varsel som ersättare för den amerikanske sångaren Josh White, som fått förhinder. Publikintresset var stort och de ursprungliga fem föreställningar som planerades utökades till tio. Flera av de kommande åren var spelperioden 15 dagar.
De fem första åren ackompanjerades han av Nils Weingards ensemble, som var kopplad till Gröna Lund. Därefter följde några år med andra orkestrar. De fyra sista åren, 1970–1973, framträdde han tillsammans med Sven-Bertil Taube och Stockholms barockensemble under ledning av Ulf Björlin. Evert Taubes insatser i föreställningen blev då mer inriktade på att deklamera dikter. 
Efter Evert Taubes sista sommarsejour på Gröna Lund 1973 övertog Sven-Bertil Taube traditionen med sommarkonserter på nöjesfältet. Den 14 juli 1975 gjorde Evert Taube sitt sista framträdande på scenen, när han som gäst hos Sven-Bertil Taube reciterade Min älskling. 
Taube, som de sista åren hade ett gage på 3 000 kronor per föreställning, hade höga publiksiffror och drog publik från hela landet. Hans framträdanden fick även stor mediebevakning. Han förklarade själv i ett samtal med Gröna Lunds artistchef Ove Hahn att "jag står heller på Gröna Lunds stora scen än jag sitter i Svenska Akademien".
År 1963 producerades en LP-skiva, Evert Taube på Gröna Lund, med många av Taubes visor inspelade på Gröna Lunds scen.

### Andra artisters Taube-tolkningar
Evert Taubes musik har tolkats och framförts av en mängd olika artister, både på scen och i olika skivproduktioner. Hans son Sven-Bertil Taube hade faderns visor på repertoaren under hela sin karriär, och spelade in dem i på flera album, bland annat i samarbete med Ulf Björlin. 
Cornelis Vreeswijk gav 1969 ut en av de mest uppmärksammade skivorna, Cornelis sjunger Taube. Olle Adolphson, som var nära bekant med Evert Taube sedan ungdomen, samlade i mitten av 1970-talet stora delar av Taubes visproduktion på tre dubbel-LP med sammanlagt 75 Taubevisor, enbart med eget gitarrackompanjemang. Jazzsaxofonisten Bernt Rosengren spelade 1999 och 2002 in två album med egna arrangemang av Taube-visor.
Andra exempel på artister som samlat Taubemelodier på skiva är dragspelaren Roland Cedermark, trubaduren John Ulf Andersson och operasångaren Loa Falkman. 
År 1990 samlades drygt 30 Taubevisor på en hyllningsskiva. Bland artisterna på skivan fanns bland andra Eva Dahlgren, Totta Näslund, Eldkvarn och Ola Magnell.

### Visans vänner

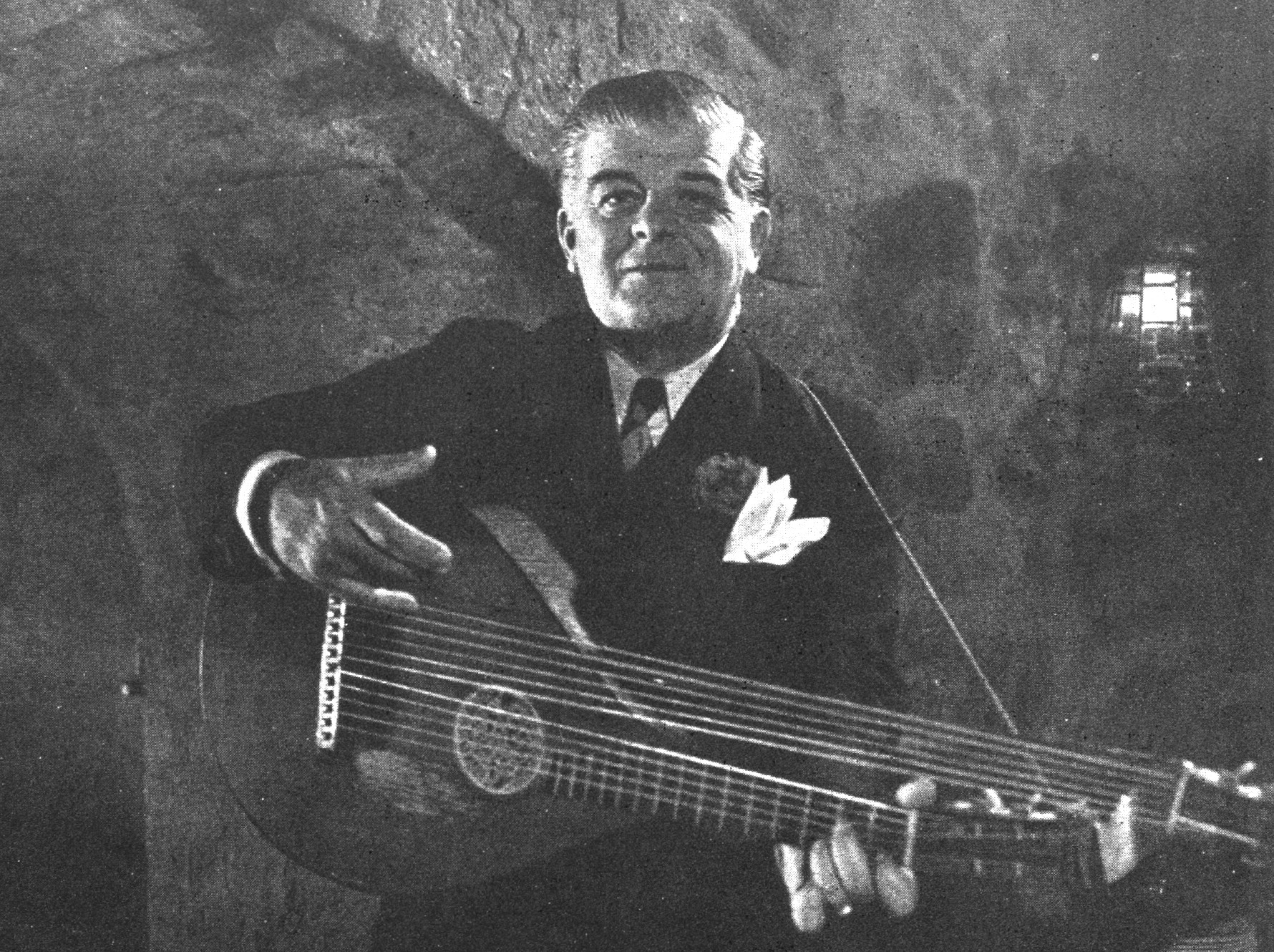
Evert Taube med sin luta, 1942.

År 1936 grundade Evert Taube Samfundet Visans vänner tillsammans med skeppsredare Sven Salén och borgmästare Gunnar Fant. Samfundets motto var "Livsglädje och kamratskap, med sången, enkannerligen visans, hjälp". Samfundet hade ursprungligen sina lokaler i Den Gyldene Freden. Verksamheten bestod bland annat av radioprogram och offentliga visaftnar. År 1948 var Taube redaktör för Visas vänners samling Svenska ballader och visor från medeltiden till våra dagar, där han själv medverkade med flera visor och dessutom skrev inledande essäer som presenterade de olika teman som boken bestod av.

## Konstnären
Redan som tonåring i Göteborg sökte sig Evert Taube till konsten, och studerade på Valands konstskola. Han ursprungliga ambition att få en djupare utbildning som konstnär avbröts tidigt när hans planer på att studera vid Konstakademien i Stockholm inte kunde fullföljas. Men han släppte aldrig intresset för konsten och var hela sitt liv verksam i olika stil och format, vid sidan om de mer framträdande rollerna som författare, viskompositör och artist. 
Han debuterade som bildkonstnär i Dagens Nyheter 1907 och försörjde sig tidvis som tecknare i pressen. Senare illustrerade han sina egna böcker, gjorde små teckningar på brev och hälsningar, och skapade större målningar. 
Han arbetade i olika tekniker – teckningar i blyerts och tusch, målningar i akvarell, gouache och olja, samt på senare år även med litografier. Han gick några kurser, men lärde sig främst genom att inhämta kunskaper från andra konstnärer.
År 1958 fick han uppdraget att utsmycka 20 väggfält i festvåningen i Lorensbergs restaurang i Park Avenue Hotell i Göteborg. Han arbetade då i olja med teman från sina visor.
Han finns representerad vid bland annat Nationalmuseum , Moderna museet i Stockholm, Göteborgs universitetsbibliotek och Kalmar konstmuseum.
Taube ställde ut sin konst på ett stort antal utställningar under sin livstid, till exempel bland annat på Waldemarsudde (1971). Efter hans död ordnades en separatutställning på Konstakademien (2009) och år 2012 presenterades hans och Astri Bergman Taubes konstnärskap på Millesgården.

## Författaren
Sammanlagt gav Evert Taube ut 23 prosaböcker som i slutet av 1960-talet samlades i åtta volymer. Hans första bok, novellsamlingen Inte precis om kvinnorna, gavs ut på Bonniers förlag år 1918. Det var den första i en lång rad böcker av olika slag – prosa, poesi, reseskildringar och skådespel. Året därpå kom en annan prosabok Mina damer och herrar. De följdes 1920 av På böljan blå, i städer och på land och 1921 av Oss emellan. Bröllopsrean till Spanien 1925 var en produktiv period. Bland annat skrev han Bröllopsballader och rosenrim, som gavs ut till julen samma år, samt arbetade med Svärmare och stigmän och skrev tidningsartiklar.
Samtidigt som han gjorde han en karriär som viskompositör och artist arbetade han allt mer med prosa. Under 1950-talet kom gav han ut en många böcker med ett varierat innehåll. Han fick beställningar från förlag och tidskrifter, bland annat tidningen Vi. I I najadernas gränd (1954) och  De fyra vindarnas hus (1956) blandar han miljöer och upplevelser, skriver han bland annat om Frankrike (Antibes och Paris), Syd- och Centralamerika samt Karibien. Strövtåg i Ranrike (1955) och Västlig horisont (1957) skildrar han kustmiljöerna i Bohuslän, med intryck från sina ensamseglingar i skärgården. Under 1950-talet fördjupar han sig även i den procensalska trubadurtraditionen. Det är ett tema som lyfter upp även i andra sammanhang, bland annat flera visor, och som han skildrar i Vallfart till Trubadurien och Toscana (1957). I Svarta tjurar (1958), som han gjorde tillsammans med fotografen Marianne Greenwood, skildrar han floddeltat Camargue i södra Frankrike.
Vissa av böckerna har tydligt självbiografiska inslag och det finns även, vad gäller ämnen och teman, kopplingar mellan hans prosa och visor. Ett par exempel är boken Många gröna mil, där titeln är ett citat ur visan Fritiof och Carmencita, och Jag kommer ur ett brusand´ hav, där det finns åtskilliga kopplingar till hans visor.
Taubes förläggare under många år, Georg Svensson på Bonniers förlag, skriver i sin Taubebiografi att "I nästan alla Taubes prosaböcker finns det egentligen bara en huvudperson, Evert Taube. Det är han som ser, lyssnar och talar, det är kring honom det hela rör sig".
Han var verksam som författare till 80-årsåldern. De sista böckerna blev Flyg till Pampas (1968) och skådespelet Rikard Lejonhjärta och Filip II (1970).

## Samarbeten

### Inga-Britt Fredholm
Evert Taubes litterära sekreterare Inga-Britt Fredholm var anställd som sekreterare vid Park Avenue Hotel i Göteborg, där Taube mötte henne under arbetet med "Don Diego Karlsson de la Rosas roman" (1962). Fredholm kom därefter att bli Taubes litterära sekreterare under mer än tio år. De gjorde under mitten av 1960-talet arbetsresor tillsammans till Antibes i Frankrike och hon följde även med på resan till Argentina. Om denna tidsperiod skulle hon senare skriva en bok, ”Tänk, inspirera herr Andersson”: glimtar från mina arbetsår med Evert Taube" (1990), och en skrift "Ett sällsamt farväl: essay till Evert Taubes 103-årsdag" (1993).
Hon medverkade i tillkomsten av ett 20-tal verk med Taubetexter och skrev 1964, tillsammans med Astri Taube, "Vid tiden för Astri och Apollon: okända dikter och berättelser".
Inga-Britt Fredholm sammanställde Taubes berättelser, vilka gavs ut i åtta volymer under den gemensamma titeln Samlade berättelser med tillhörande visor och ballader, (1966-1967). Hon skrev även två bildbiografier om Taube: ”När jag var en ung caballero: en bildbiografi” (1970) och ”Kom i min famn: Evert Taube 1920-1971 : en bildbiografi” (1972).

### Expressen
Evert Taube hade i många år ett informellt samarbete med tidningen Expressen och dess chefredaktör Bo Strömstedt. Strömstedt skriver i en minnesbok över Taubes medverkan i Expressen, att "Evert Taube tyckte om att skriva i tidnkngen; han tyckte överhuvudtaget om att synas i tidningen". Strömstedt och Taube förde hundratals telefonsamtal under 15 års tid, där Taube kom med idéer och manusförslag. Resultatet blev texter av olika slag, teckningar och interjuer samt upprop och protestskrivelser i frågor som engagerade honom.
Taube besökte sällan redaktionen men var mycket aktiv i redigeringen av sina texter. Strömstedt skriver att "han var noga med allt. Höll han på med ett manus ringde han ständigt".
Evert Taubes sista stora tidningsintervju gjordes av Expressens reporter Stefan Mehr och publicerades i tidningen den 9 mars 1975 i anslutning till Taubes 85-årsdag.

## Fasta punkter

### Stockholm

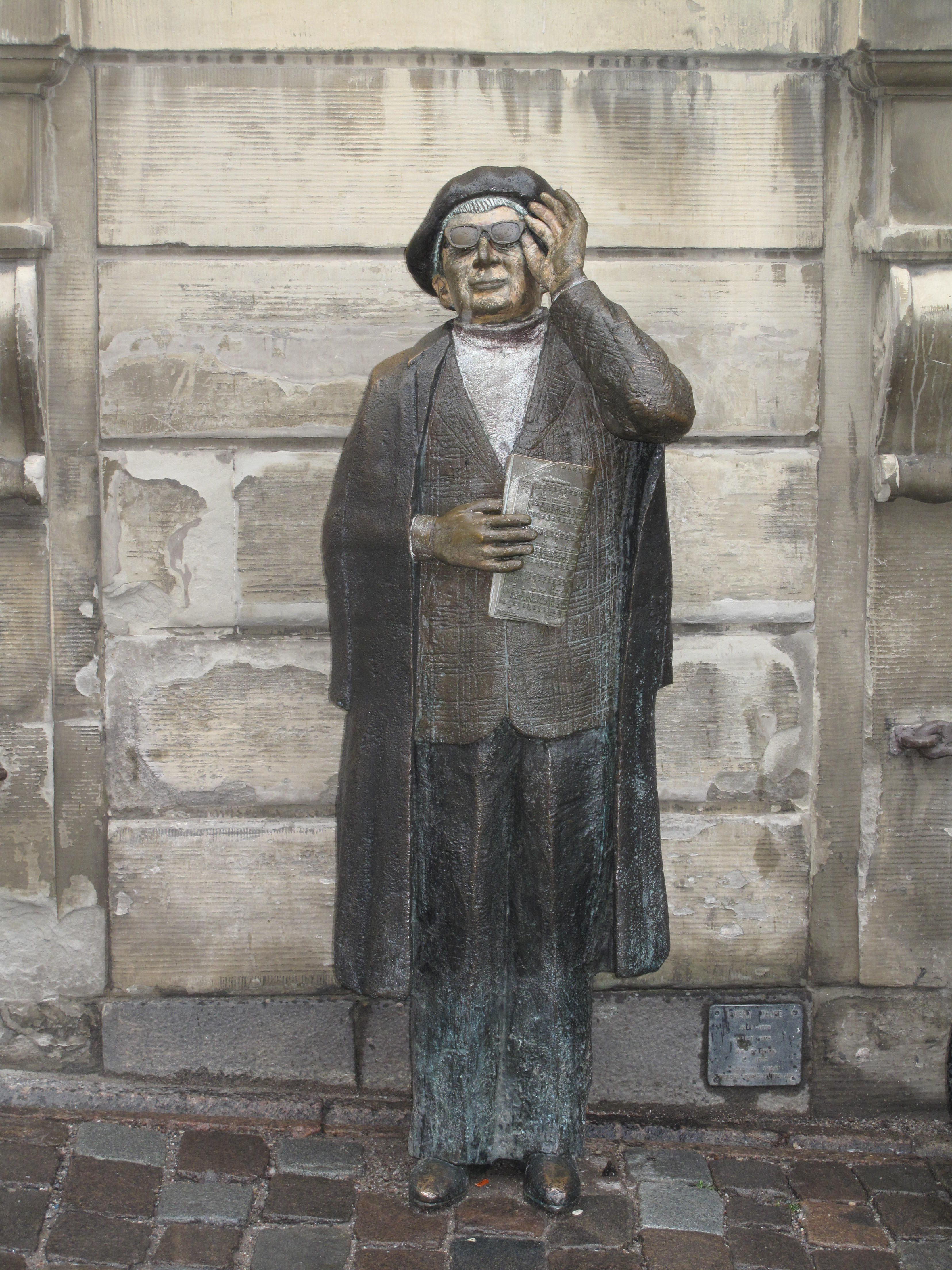
Skulptur av K.G. Bejemark rest 1985 på Järntorget framför Södra Bankohuset i Stockholm.

#### Bostäder
Under sin första tid i Stockholm saknade Taube fast bostad. Vissa nätter sov han "under ekarna på Djurgården". Ibland bodde han hos sin kusin Mathias Taube på Riddargatan och hos en sjökapten Sjöström vid Tegelviken. Även vid senare vistelser 1909 och efter hemkomsten från Argentina 1915 hade han tillfälliga bostäder. Under flera år, 1916 till 1924, var han skriven hos Albert Engström i Grisslehamn. Under de åren reste han mycket, men hade ändå mer eller mindre fasta bostäder på olika adresser i Stockholm, bland annat en "kammare på Styrmansgatan 49" och "en vindskupa på Nybrogatan".
Efter giftermålet bodde den växande familjen på flera olika adresser i centrala Stockholm. På sensommaren 1927 flyttade de från Linnégatan till Bellmansgatan i Stockholm. Därefter följde flera adresser främst på  Östermalm, men även under en period Essinge Brogata på Lilla Essingen. Under 25 år, från 1941 till 1966, bodde familjen Taube på Grev Turegatan 42 i Stockholm. När huset skulle rivas erbjöd änkan efter Taubes konstnärskollega Kurt Jungstedt sin våning på Södermalmstorg 4 – som även Anders Zorn hade bott i – vilket paret accepterade. Han bodde där till sin död.

#### Den Gyldene Freden
Restaurangen Den Gyldene Freden (även kallad Freden) på Österlånggatan i Gamla stan kom under många år att fungera som central punkt både i Taubes sociala och professionella liv. Restaurangen, som skänkts till Svenska akademien av konstnären Anders Zorn, återöppnade i december 1922 efter en renovering och Taube engagerades tidigt och återkommande som artist.
Han instiftade ett halvt fiktivt ordenssällskap i Bellmans anda, Riddarna av Den Gyldene Fredens runda bord, Pax Aurea, åt vilket han som ordensskald diktade visor i Bellmans anda. År 1924 publicerade han samlingen Den Gyldene Fredens ballader.
Han hade stambord, först i källarvalven och under senare år "alldeles innanför dörren", där han arbetade och umgicks med vänner. År 1925 hölls de nyblivna makarna Taube sin bröllopsfest på Freden och 1965 spelades ett TV-program med Evert Taube in på Den Gyldene Freden.

### Sjösala
Familjen Taube hade ett sommarhus vid Hölö nära Stavsnäs på Fågelbrolandet, Värmdö, i Stockholms södra skärgård. Per telegram 1928 uppmanade Evert Taube sin hustru Astri "Köp sjösalen", som var ett femton tunnland stort område med berg, ängar, sandstrand och skog. Namnet Sjösala fick det eftersom det såg ut som en sjösal. Egendomen låg mitt emot Astri Taubes föräldrars hus på Gammelboda i Värmdö skeppslag. Huset byggdes år 1937.
Sjösala blev det fiktiva hemmet för Taubes alter ego Rönnerdahl, som förekommer som återkommande figur i många av hans visor, till exempel Sjösala vals  (som publicerades i vissamlingen Sjösalaboken 1942) och Sjösalavår. Taube spelade år 1949 sig själv i filmen med samma namn som den visan.
Namnet Sjösala och de skärgårdsmiljöer som Taube besjöng och diktade om har blivit starkt sommankopplade med bilden av den svenska sommaren. Förläggaren Georg Svensson skrev i sin Taubebiografi år 1976 att "Kring Sjösala har Evert Taube diktat en liten idyllisk värd, som för svensken framstår som lika åtråvärd som Carl Larssons Sundborn. Och journalisten Marianne Höök skrev i Svenska Dagbladet, med anledning av hans 70-årsdag, att "Det är på Sjösala äng vi lärt oss uppleva Sverige och sommaren".
År 1969 brändes Sjösala ned av den psykiskt sjuka Mona Wallén-Hjerpe. Taube var mycket fäst vid Sjösala och sa dagen efter branden att "Det känns som den största förlust jag någonsin gjort".

### Bohuslän
Under krigsåren 1942–45 bodde Taube i perioder på Ängön i Bohuslän, där han skapade många av de visor som har tema från den svenska västkusten. producerade här bland annat hela boken Ballader i Bohuslän med visor som Maj på Malö (om Maj Strömberg), Vals på Ängön, Brudvals i Bohuslän samt Huldas Karin (1943), dottern i huset. På ön fanns även "Handelsman Flink", som egentligen hette Gustaf Johansson och som förekommer i flera visor och dikter. Sommaren bodde han på Otterö utanför Grebbestad i Tanums kommun., där han bland annat skrev En solig morgon och Så länge skutan kan gå.

### Antibes
Under åren 1950 till 1970 tillbringade Evert Taube långa perioder i Antibes i sydöstra Frankrike, där han bodde på värdshuset La Petite Réserve. Perioderna på Rivieran gav Taube impulser till flera av hans böcker, bland annat i samarbetet med fotografen Marianne Greenwood,
som även introducerade honom för Pablo Picasso.
Hans sekreterare Inga-Britt Fredholm beskriver i sin Taubebiografi Kom i min famn att "Antibes kom att bli ett andra hem för Evert Taube. Här levde han som en artist bland artister".

## Miljökämpen

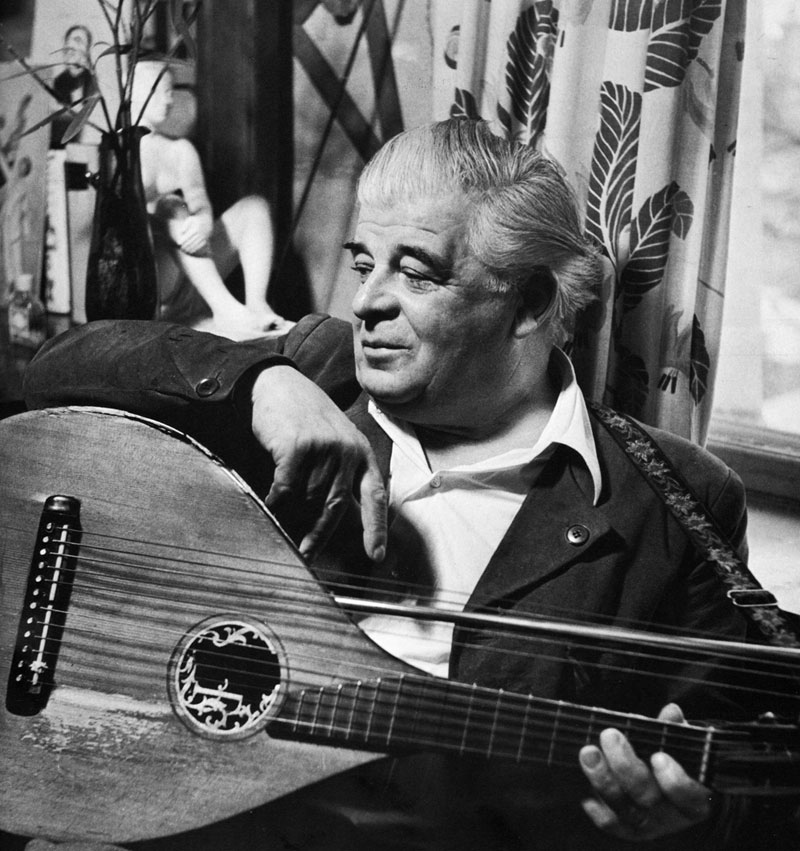
Evert Taube 1953.

Evert Taube engagerade ofta och gärna i miljöfrågor av olika slag. Redan på 1920-talet engagerade han sig för stockholmsmiljön under parollen ”än kan Bellmans Stockholm räddas”. År 1955 ledde han en kampanj som lyckades stoppa stadens planer att tippa rivningsmassor, motsvarande åtta procent av Riddarfjärdens vattenvolym, från Klararivningarna i Riddarfjärden. 
År 1958 engagerade han sig mot Kooperativa Förbundets planer på att riva Södra teatern på Mosebacke torg, och istället uppföra ett kontorshus. Som en del av protesten instiftade Evert Taube tillsammans med Erik Asklund Stockholms litterära Akademi med säte på Mosebacke. Även dessa planer skrinlades.
På 1950- och 60-talen var han engagerad i frågan om de saneringar som pågick i Göteborg, inte minst runt Slottsberget, Gröna gatan och i området runt Kustens varv, där det så kallade Taubehuset till sist kunde räddas till stor del tack vare Taubes insatser.
När Vindelälven hotades, 1967, skrev Taube ett telegram till statsminister Tage Erlander, vilket publicerades i tidningen Expressen.
"[om älven förstörs] flyr jag från detta land för att aldrig hit återkomma vare sig levande eller död och det är inte i vredesmod men i djupaste sorg över att Sverige som jag älskat och besjungit och som ännu i min ungdom var en uppenbarelse av kristallklara floder kristallklara brusande vattenfall kristallklara sjöar och kristallklara kusthav ...". Älven räddades så småningom.
Evert Taube engagerade sig i den så kallade Almstriden i Kungsträdgården i Stockholm år 1970 och i kampen 1973 för att rädda gården Fållan vid sjön Magelungen söder om Stockholm, som hade kopplingar till Carl-Mikael Bellman.
Ytterligare ett exempel på hans miljöengagemang är en av hans sista visor, Änglamark, som skrevs till filmen Äppelkriget. Han spelade inte in den själv, utan den förknippas mer med Sven-Bertil Taubes inspelning. Taubekännaren David Anthin har beskrivit Änglamark som "ett vackert testamente över ett liv i kultur- och miljövårdens tjänst".

## Priser och utmärkelser
- 1948 - Riddare av Kungl. Nordstjärneorden
- 1950 – Svenska Akademiens Bellmanpris på Taubes 60-årsdag
- 1958 – Boklotteriets stipendiat
- 1959 – De Nios Stora Pris
- 1960 – Evert Taube-stipendiet
- 1960 – Hedersmedlem i SKAP[92]
- 1960 – Illis Quorum
- 1962 – Gustaf Fröding-stipendiet
- 1966 – Filosofie hedersdoktor vid Göteborgs universitet. Doktorspromotion 22 oktober på Göteborgs konserthus.[93]
- 1970 – Invald som ledamot nr 743 av Kungliga Musikaliska Akademien den 15 oktober[94]
- 1970 – Evert Taube-stipendiet
- 1972 – Svenska Akademiens stora pris
- 1972 – Spelmannen
- 1973 – Stockholms stads hederspris[95]
- 1990 – SKAP:s stipendiefond till Evert Taubes minne instiftas[95]
- 2014 – Invald i Swedish Music Hall of Fame

## Bibliografi

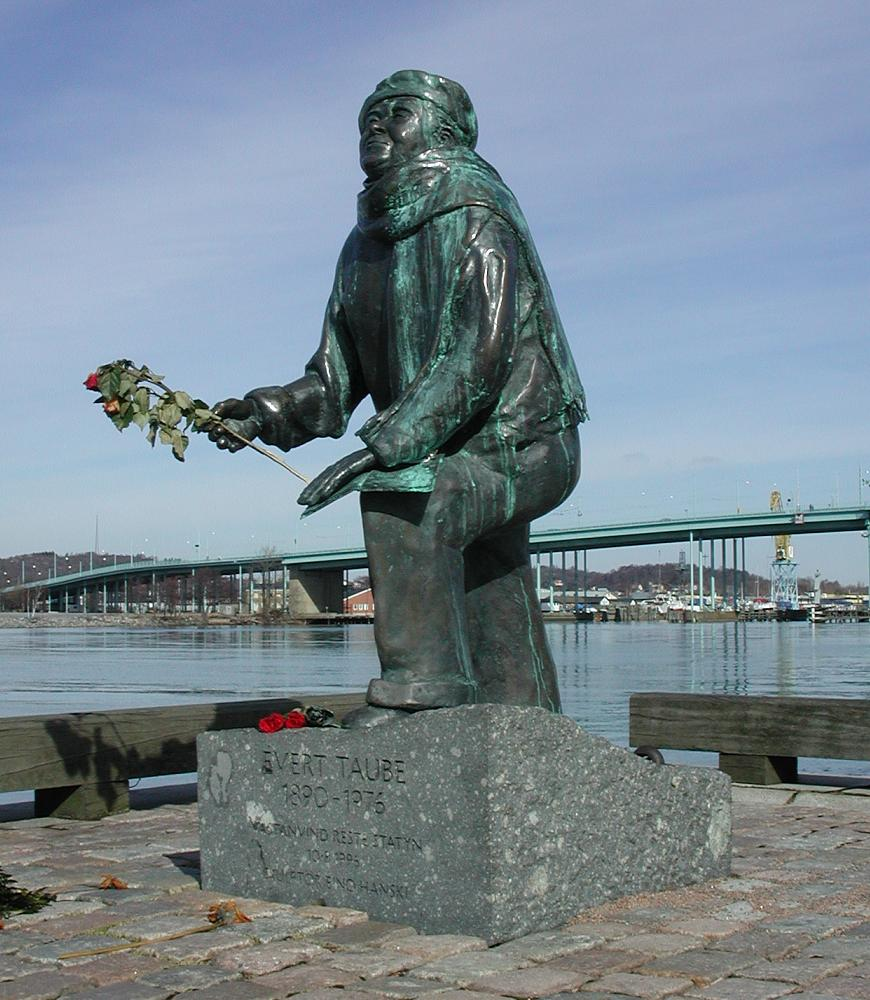
Skulptur vid GöteborgsOperan utförd av Eino Hanski.

## Några av Evert Taubes visor
| - Balladen om briggen "Blue Bird" av Hull - Brevet från Lillan ("Pappa kom hem") - Byssan lull - Calle Schewens vals - Dansen på Sunnanö - Den glade bagaren i San Remo - Sjuttonde balladen - Balladen om Gustaf Blom från Borås - Eldarevalsen - En solig morgon - Fiorella från Caramella - Flickan i Havanna - Fragancia - Fritiof Anderssons paradmarsch - Fritjof i Arkadien - Fritiof och Carmencita ("Samborombon") - Havsörnsvals - Himlajord - Huldas Karin - Här Rosemarie, syns blåa Nämdöfjärden - Här är den sköna sommar - Inbjudan till Bohuslän - Ingrid Dardels polska - "Jag är fri, jag har sonat" - Linnéa - Maj på Malö - Min älskling (du är som en ros) | - Muren och böckerna (egentligen en dikt, uppläst till musik) - Möte i monsunen - Natt i Ligurien - Nocturne ("Sov på min arm") - Norr och Söder, Öst och Väst - Nudistpolka ("Den lycklige nudisten") - När jag var en ung caballeiro - Oxdragarsång - Pierina ("Blå anemonerna") - Rosa på bal - Sjösala vals ("Rönnerdahl han skuttar") - Skärgårdsfrun - Sololá - Som stjärnor små... - Sommarnatt ("Kom i min famn") - Stockholmsmelodi ("Stockholm, i ditt sköte vill jag drömma") - Så länge skutan kan gå - Så skimrande var aldrig havet - Vals i Furusund - Vals på Mysingen - Vals på Ängön ("Ormbunken rislar sin ringlande topp") - Västanvind - Älskliga blommor små... - Än en gång däran! - Änglamark ("Kalla den Änglamarken eller Himlajorden om du vill") |

## Teater

### Musikalen Isabella
Evert Taube skrev 1968 en musikal, Sol och vår för Isabella Tjohej. Verket uppfördes på Stora teatern i Göteborg den 6 december 1968 med beteckningen Isabella – musikal av Evert Taube under den tid när Bernhard Sönnerstedt var chef vid Storan. Suzanne Brenning hade  titelrollen, scenografin gjordes av Per Falk och dräkterna av Wolfgang Vollhard.

### Apollon ombord
I början september 1926 sattes ett musikaliskt lustspel, Apollon ombord, upp på Vasateatern i Stockholm. Pjäsen byggde på Taubes visor och berättelser och spelades bara några få föreställningar. Evert Taube spelade själv rollen Fritjof Andersson. Den beskrivs i Myggans nöjeslexikon som "en inte särskilt lyckad tillställning". Dagens Nyheters recensent, signaturen E. N-m, skrev efter premiären: "Publiken var hövlig och klappade, som svensk premiärpublik alltid gör, fast med påtaglig ansträngning. Det hedrar dess goda hjärta. Men sedan vill den säkert ha någonting riktigt."

## Statyer med mera
- Evert Taubes Värld var ett upplevelsecentrum på Liseberg, Göteborg 2008-2016.
- Mellan 1995 och 2012 arrangerades Taubespelen[101] på Ängön/Flatön i juli månad. Åren 2013-2015 flyttades evenemanget till Grebbestad men var 2016-2017 tillbaka på Orust innan festivalen lades ner året därpå. Bland annat har följande artister deltagit: Gösta Taube, Sven-Bertil Taube, Jan Malmsjö, Peter Harryson, Christer Sjögren, The Real Group, Mikael Samuelson, Sanna Nielsen, Ewert Ljusberg, Ulf Bagge och Lasse Kronér.

Det finns en staty av Evert Taube i Grebbestad, utförd av Willy Gordon och tillkommen på initiativ av GrebbestadsPrinsarna.
En bild föreställande Evert Taube finns på den svenska 50-kronorssedeln sedan 1 oktober 2015.